# Koro (Mali)
Pour les articles homonymes, voir Koro.
Koro est une ville et une commune rurale malienne, chef-lieu du cercle de Koro, dans la région de Bandiagara. La commune de Koro compte 83 681 habitants en 2024, Ses habitants sont appelés les Koronais et les Koronaise.

## Géographie
Koro est le chef-lieu du cercle de Koro, l'un des trois cercles de la falaise de Bandiagara. Koro est la première grande localité sur la route reliant le Mali à la frontière avec le Burkina Faso (et sa route nationale 2).

## Villages
La commune s'étend sur 48 localités relevées lors du recensement général de 2009. 
Les villages les plus peuplés sont :
- Koro (16 020 habitants)
- Zon (5 641 habitants)
- Yadianga (3 306 habitants)

## Économie
La ville est située sur la voie de transport des marchandises maliennes pour le Burkina Faso, principalement le poisson, denrée qui a donné son nom à la route qui la traverse : la route du poisson.
Proche de la ville se trouve également un grand nombre de pistes de contrebande (principalement d'alcool)[réf. nécessaire].

## Éducation et santé
En tant que chef-lieu du cercle, Koro abrite le Centre de santé de référence, un lycée et plusieurs écoles.